# Sergentomyia lagunensis
Sergentomyia lagunensis är en tvåvingeart som först beskrevs av Quate 1965.  Sergentomyia lagunensis ingår i släktet Sergentomyia och familjen fjärilsmyggor.
Artens utbredningsområde är Filippinerna. Inga underarter finns listade i Catalogue of Life.